# ロバチェフスキー賞
ロバチェフスキー賞（ロバチェフスキーしょう、露: Премия имени Н. И. Лобачевского、英: Lobachevsky Prize）及びロバチェフスキーメダル（露: Медаль имени Н. И. Лобачевского、英: Lobachevsky Medal）は、ニコライ・ロバチェフスキーに敬意を表して、それぞれロシア科学アカデミー、カザン大学から授与される賞。

## 歴史
ロバチェフスキー賞は、生涯カザン大学で数学の教授を務め実績を残したニコライ・ロバチェフスキーを祝して、1896年にカザン物理・数学協会に創設された。最初の受賞は1897年。1917年の十月革命から第二次世界大戦の間、ロバチェフスキー賞は1927年と1937年の2回のみ執り行われた。1947年、ソヴィエト連邦閣僚会議の法令によって、ロバチェフスキー賞を授与する管轄はソヴィエト連邦科学アカデミーに移された。この法令では、5年毎に授与を行うことと、国内外問わずに選出する国際的な賞とソヴィエト国内から選出する佳作賞（honorable mention prize）の2つの賞を設置することが決められた。カザン大学教授B. N. Shapukovの2003年の記事によれば、1947年の法令では、アカデミーはカザン大学と協議して行うことを命じられたが、実際にはこの規定は守られなかった。
1956年のソヴィエト連邦政府会議では、国際的なロバチェフスキー賞は3年毎に受賞を行うことが決定された。
1991年に終わったソヴィエト連邦崩壊により、ソヴィエト連邦科学アカデミーの役割はロシア科学アカデミーに移行された。ロシア科学アカデミーは1992,1996,2000年に受賞を執り行った。現在、ロバチェフスキー賞受賞者は、ロシア科学アカデミーのウェブサイトで閲覧可能となっている。
1990年から1991年の間、1992年のロバチェフスキー生誕200周年の式典の準備が進み、主催者であるカザン大学は、連邦政府に特別な賞を設立するよう働きかけた。1991年6月の連邦閣僚会議によって、カザン大学が授与する、幾何学に際立った貢献を果たした者を賞するロバチェフスキーメダルが作られた。 メダルは1992,1997,2002年に授与が行われた。Shapukovの記事によれば、1997年のロバチェフスキーメダルの競合について、ロシア科学アカデミーは授与の事実と方法に苦言を呈した。カザン大学のロバチェフスキーメダルに関するウェブサイトには、1897年から1989年にかけてのロバチェフスキー賞受賞者は書かれていたが、アカデミーが授与した1992,1996,2000年のものは除外されていた。逆に、アカデミー側のウェブサイトには、1897年から2000年にかけての受賞者は書かれていたが、カザン大学が授与した年のものについては言及がなかった。

## ロバチェフスキー賞受賞者

### カザン大学
- 1897年 - ソフス・リー
- 1900年 - ヴィルヘルム・キリング
- 1903年 - ダフィット・ヒルベルト
- 1909年 - ルートヴィヒ・シュレシンガー（英語版）（1912年受賞）
- 1912年 - フリードリヒ・シューア
- 1927年 - ヘルマン・ワイル
- 1937年 -エリ・カルタン （国際）
- 1937年 - ヴィクトル・ワグネル（英語版）（若いソヴィエト数学者への特別賞）

1906年、ベッポ・レヴィは佳作を受賞したが、授与は行われなかった。

### ソヴィエト連邦科学アカデミー
- 1951年 - ニコライ・エフィーモフ（英語版）
- 1951年 - アレキサンドル・アレキサンドロフ（英語版）
- 1959年 - アレクセイ・ポゴレロフ（英語版）
- 1966年 - レフ・ポントリャーギン
- 1969年 - ハインツ・ホップ（英語版）
- 1972年 - パヴェル・アレクサンドロフ
- 1977年 - ボリス・ドロネー（英語版）
- 1980年 - セルゲイ・ノヴィコフ
- 1983年 - ハーバート・ビュースマン（英語版）
- 1986年 - アンドレイ・コルモゴロフ
- 1989年 - フリードリッヒ・ヒルツェブルフ

### ロシア科学アカデミー
- 1992年 - ウラジーミル・アーノルド
- 1996年 - グレゴリー・マルグリス
- 2000年 - Yurii Reshetnyak (Yurii Reshetnyak)

## ロバチェフスキーメダル受賞者

### カザン大学
- 1992年 - アレキサンドル・ノルデン
- 1997年 - Boris Komrakov (Boris Komrakov)
- 1997年 - ミハイル・グロモフ
- 2002年 - 陳省身
- 2017年 - リチャード・シェーン
- 2019年 - ダニエル・ワイズ（英語版）
- 2021年 - Idzhad  Sabitov
- 2023年 - ユーリイ・エルショフ（英語版）

1997年、Valery N. Berestovsky (ロシア)、 Idjad Kh. Sabitov (ロシア) 、 Boris Rosenfeld (アメリカ)は佳作を受賞した。